# A Beautiful Lie
A Beautiful Lie — второй студийный альбом альтернативной группы 30 Seconds to Mars, издан 30 августа 2005 года на лейбле Virgin Records.

## Об альбоме
A Beautiful Lie был записан в пяти странах на четырёх разных континентах в трёхлетний период, чтобы совместить запись альбома с актёрской карьерой солиста Джареда Лето. Заглавная песня альбома, а также три других трека были написаны в Кейптауне, где Лето позже встретился с остальными участниками группы и работал над треками. Именно тогда он придумал название альбома. Предполагалось, что альбом будет выпущен под названием The Battle of One. Но ранняя, недоработанная версия альбома под таким названием просочилась в Сеть, и из-за этого группа была вынуждена передвинуть дату выпуска альбома на более позднее время.
Для продвижения альбома в него были включены треки «The Battle of One» и «Hunter» (кавер-версия песни Бьорк) в качестве бонус-треков. «Golden passes» также были включены в три специальных версии альбома и позволяли их владельцу бесплатно посетить любой концерт 30 Seconds to Mars и побывать за кулисами шоу.
Только за первую неделю продаж A Beautiful Lie было продано 21000 копий в США, и в общем было продано более 1,2 миллионов копий только в США.

## Детали издания

### Deluxe Edition
26 ноября 2006 года было выпущено специальное издание A Beautiful Lie, дополненное различными иллюстрациями, третьим бонус-треком (все версии, по крайней мере две); британской версией песни «The Kill» под названием «The Kill (Rebirth)» и DVD, содержащим в себе видео на песню «The Kill», видео со съёмок «The Kill», живые выступления и отрывки интервью группы на MTV2.
Перед выпуском Deluxe Edition музыканты просили «Эшелон» (наиболее преданных фанатов) прислать им свои имена, чтобы потом поблагодарить их за многолетнюю поддержку. В результате на внутренней обложке альбома был напечатан большой список поклонников. Кроме того, на передней обложке изображены Митра (Феникс) и Тринити (Черепа) — символика группы.

### Переиздание 2007
A Beautiful Lie был переиздан в 2007 году после продолжительных гастролей по всей Европе для увеличения популярности. Переизданная версия альбома отличается от оригинальной только тем, что содержит в себе некоторые иллюстрации. Альбом был переиздан в Ирландии вновь в ноябре 2007 года, версия содержит британскую версию «The Kill», второй бонус-трек, и акустическую версию песни «A Beautiful Lie», записанную на радио.

## Саундтреки
| Год  | Фильм/Игра             | Песня             |
| ---- | ---------------------- | ----------------- |
| 2005 | Madden NFL 06          | «Attack»          |
| 2007 | Without a Trace        | «The Kill»        |
| 2007 | Невидимый              | «The Kill»        |
| 2008 | Guitar Hero World Tour | «The Kill»        |
| 2009 | Двойной час            | «A Beautiful Lie» |

## Список композиций
| №   | Название                                                                                     | Автор(ы)               | Длительность |
| --- | -------------------------------------------------------------------------------------------- | ---------------------- | ------------ |
| 1.  | «Attack»                                                                                     | Джаред Лето            | 3:09         |
| 2.  | «A Beautiful Lie»                                                                            | Джаред Лето            | 4:05         |
| 3.  | «The Kill»                                                                                   | Джаред Лето            | 3:51         |
| 4.  | «Was It a Dream?»                                                                            | Джаред Лето            | 4:15         |
| 5.  | «The Fantasy»                                                                                | Джаред Лето            | 4:29         |
| 6.  | «Savior»                                                                                     | Thirty Seconds to Mars | 3:11         |
| 7.  | «From Yesterday»                                                                             | Thirty Seconds to Mars | 4:08         |
| 8.  | «The Story»                                                                                  | Джаред Лето            | 3:55         |
| 9.  | «R-Evolve»                                                                                   | Джаред Лето            | 3:59         |
| 10. | «A Modern Myth» (заканчивается в 2:59, скрытый трек «Praying for a Riot» начинается в 12:25) | Джаред Лето            | 14:14        |
| 11. | «Battle of One»                                                                              | Джаред Лето            | 2:46         |
| 12. | «Hunter»                                                                                     | Бьорк                  | 3:54         |

| №   | Название        | Длительность |
| --- | --------------- | ------------ |
| 13. | «Attack (Live)» | 5:03         |

| №   | Название               | Длительность |
| --- | ---------------------- | ------------ |
| 11. | «The Battle of One»    | 2:47         |
| 12. | «Hunter» (Кавер Бьорк) | 3:54         |

| №   | Название                     | Длительность |
| --- | ---------------------------- | ------------ |
| 13. | «The Kill (Rebirth)»         | 3:39         |
| 14. | «A Beautiful Lie» (Acoustic) | 3:42         |

| №   | Название                            | Длительность |
| --- | ----------------------------------- | ------------ |
| 13. | «The Kill (Rebirth)»                | 3:39         |
| 14. | «The Kill» (Feat. Pitty) (Acoustic) | 3:45         |

| №   | Название                     | Длительность |
| --- | ---------------------------- | ------------ |
| 13. | «Was It a Dream?» (Acoustic) | 4:25         |

| №   | Название                                                   | Длительность |
| --- | ---------------------------------------------------------- | ------------ |
| 1.  | «The Kill (Bury Me)»                                       |              |
| 2.  | «The Making of The Kill»                                   |              |
| 3.  | «The International Music Feed Interview»                   |              |
| 4.  | «Attack (MTV2's All That Rocks»                            |              |
| 5.  | «The Kill (Bury Me)» (MTV2's All That Rocks)               |              |
| 6.  | «The Fantasy» (Fan-Generated Take (MTV2's All That Rocks)) |              |
| 7.  | «MTV2's T-Minus Rock Interview»                            |              |
| 8.  | «Red Carpet Arrival (MTV Video Music Awards)»              |              |
| 9.  | «MTV2 Award Acceptance Speech (MTV Video Music Awards)»    |              |
| 10. | «MTV2 $2Bill Internet Promo»                               |              |
| 13. | «MTV2 $2Bill Pre-Sale Tour Promo»                          |              |
| 14. | «MTV2 $2Bill Ticket Sale Tour Promo»                       |              |

## История издания
| Регион  | Дата            | Лейбл                    | Формат      | Версия                      | Каталог    |
| ------- | --------------- | ------------------------ | ----------- | --------------------------- | ---------- |
| США     | 16 августа 2005 | Immortal/Virgin America  | Enhanced CD | Оригинал                    | 90992      |
| Мировая | 30 августа 2005 | Immortal/Virgin America  | CD/LP       | Оригинал                    | 9463886872 |
| Япония  | 7 декабря 2005  | EMI Music Japan          | CD          | Оригинал                    | TOCP-66653 |
| Европа  | 26 февраля 2007 | Virgin                   | CD          | Оригинал                    | 3896602    |
| Мировая | 5 декабря 2006  | Immortal/Virgin/EMI/MTV2 | CD/DVD      | Deluxe Edition              | 792672     |
| Мировая | 26 ноября 2007  | Immortal/Virgin/EMI/MTV2 | CD/DVD      | Deluxe Edition (Re-release) | 9463896602 |
| Япония  | 28 мая 2008     | EMI Music Japan          | CD/DVD      | Japanese Limited Edition    | TOCP-66785 |

## Участники записи

### Группа
- Джаред Лето — вокал, ритм-гитара, программирование..
- Томо Милишевич — соло-гитара, скрипка, клавишные, синтезатор
- Шеннон Лето — ударные, перкуссия.
- Мэтт Уоктер - бас-гитара, синтезатор

### Другие музыканты
- Мэтт Серлетик — фортепиано на «The Kill».
- Оливер Голдстен — дополнительный синтезатор на «Attack», «From Yesterday» и «Savior».
- «A Modern Myth»:
  - Каролина Кэмпбелл — скрипка
  - Нил Хэммонд — скрипка
  - Мигель Этвуд-Фергюсон — альт
  - Ванесса Фрибэрн-Смит — виолончель

## Чарты

### Альбом
| Год  | Страна         | Чарт                  | Высшая позиция | Сертификат | Продажи    |
| ---- | -------------- | --------------------- | -------------- | ---------- | ---------- |
| 2006 | США            | Billboard 200         | 36             | Платина    | 1,200,000+ |
| 2007 | Австралия      | ARIA Albums Chart     | 20             | Золото     | 45,000+    |
| 2007 | Канада         | CRIA Albums Chart     | 1              | Золото     | 100,000+   |
| 2007 | Великобритания | UK Albums Chart       | 38             | Платина    | 300,000+   |
| 2007 | Новая Зеландия | RIANZ Albums Chart    | 20             | —          | —          |
| 2007 | Финляндия      | Finnish Albums Chart  | 15             | —          | —          |
| 2007 | Нидерланды     | Dutch Albums Chart    | 31             | —          | —          |
| 2007 | Австрия        | Austrian Albums Chart | 10             | —          | —          |
| 2007 | Германия       | German Albums Chart   | 30             | Золото     | 100,000+   |
| 2007 | Италия         | Italian Albums Chart  | 8              | Платина    | 70,000+    |
| 2008 | Южная Африка   | RISA Albums Chart     | 1              | Золото     | 40,000+    |
|      |                | Мировые продажи       |                |            | 3,500,000+ |

### Синглы
| Год  | Сингл             | Чарт                   | Позиция |
| ---- | ----------------- | ---------------------- | ------- |
| 2005 | «Attack»          | Modern Rock Tracks     | 22      |
| 2005 | «Attack»          | Mainstream Rock Tracks | 38      |
| 2006 | «The Kill»        | Billboard Hot 100      | 65      |
| 2006 | «The Kill»        | Modern Rock Tracks     | 3       |
| 2006 | «The Kill»        | Mainstream Rock Tracks | 14      |
| 2006 | «From Yesterday»  | Modern Rock Tracks     | 1       |
| 2006 | «From Yesterday»  | Mainstream Rock Tracks | 11      |
| 2006 | «From Yesterday»  | Billboard Hot 100      | 75      |
| 2007 | «A Beautiful Lie» | Modern Rock Tracks     | 37      |